# Formica alsatica
Espèce
Formica alsatica est une espèce fossile de fourmis du genre Formica dans la tribu des Formicini.

## Classification
L'espèce Formica alsatica est décrite en 1937 par le paléontologue français Nicolas Théobald (1903-1981) dans sa thèse. 

### Fossiles
L'holotype R565 femelle, de l'ère Cénozoïque, et de l'époque Oligocène (33,9 à 23,03 Ma.) vient de la collection Mieg, collection conservée au Musée d'histoire naturelle de Bâle. Ce spécimen proviennent du gisement de Kleinkembs éocène, dans le Bade-Wurtemberg, au sud de la frontière franco-allemande du Rhin. Il y a aussi un holotype male R591.
Il a de nombreux cotypes R519, 264,216, 39, 44, 53, 55, 67, 175, 193, 211, 290, 299, 316, 532, 687, 686, 693, 715, 763, 775, 804 de la même provenance que l'holotype.

### Étymologie
L'épithète spécifique latine alsatica signifie « alsacien ».

## Description

### Caractères
La diagnose de Nicolas Théobald en 1937, : Pour l'holotype femelle R565 : 

« Insecte de couleur brun-jaunâtre, ailes transparentes à nervures jaunes; pattes claires.
Tête subsphérique, un peu plus longue que large; yeux assez gros, arrondis; clypeus court, elliptique; en avant fragment des palpes maxillaires, montrant 4 segments. Cou net; Thorax ovale; pronotum non visible sur la face dorsale; mésonotum bien développé, en forme de bouclier; scutellum large, arrondi à l'arrière. Pétiole court. Abdomen ovoïde, un peu allongé, 5 segments; le dernier porte une aire pygidiale en entonnoir renversé. Fragments des pattes III. Ailes transparentes, stigma étroit, allongé; nervation assez effacée »

Pour l'holotype mâle R591 : 

« Insecte semblable au précédent, mais tête et thorax de teinte plus foncée. La tête porte encore des restes des antennes et des mandibules; les ailes manquent. ».

### Dimensions
La longueur totale est de 6,2 mm pour l'holotype femelle R386.

### Affinités
« F. alsatica se distingue de F. flori par son abdomen plus globuleux et sa teinte plus claire. L'abdomen est plus régulièrement arrondi que F. tripartita »..

## Galerie
- Schémas des fossiles en 1937 selon N. Th. Hyménoptères du Sannoisien de Kleinkembs
- Formica alsatica éch R565 & R591 p. 215 pl. XV.
- Formica alsatica éch R39 x3 p. 215 Pl. XV.
- Formica alsatica éch R519 & R264 p. 215 pl. XV.

- Quelques images de l'espèce vivante Formica rufa.
- Formica rufa, ouvrière
- Formica rufa, ouvrière
- Formica rufa, ouvrière
- Formica rufa fourmilière
- Ouvrières dans leur fourmilière
- Ouvrière, sur mûrier
- Ouvrières, sur mûrier
- Ouvrières transportant un ver
- Dôme construit contre un tronc d'arbre

### Publication originale
- [1937] Nicolas Théobald, « Les insectes fossiles des terrains oligocènes de France 473 p., 17 fig., 7 cartes,13 tables, 29 planches hors texte », Bulletin Mensuel de la Société des Sciences de Nancy et Mémoires de la Société des sciences de Nancy, Imprimerie G. Thomas,‎ 1937, p. 1-473 (ISSN 1155-1119 et 2263-6439, OCLC 786027547). .